# Edgware Road
Edgware Road est une artère importante de Londres. Elle fait partie de la route A5.

## Situation et accès

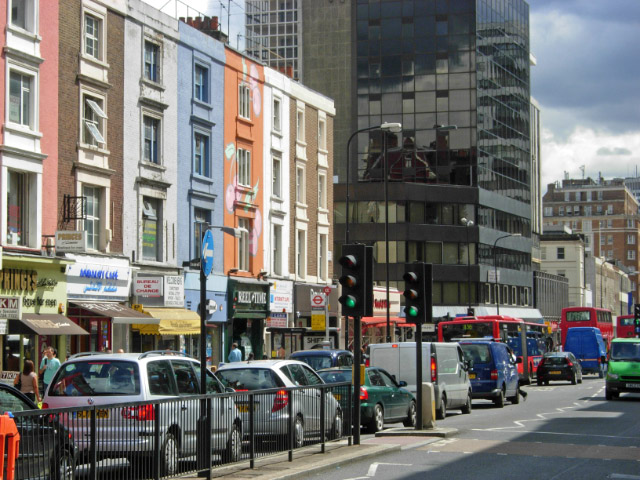
Edgware Road.

La route commence à Marble Arch et poursuit sa course au nord-ouest sous divers noms : Maida Vale, Kilburn High Road, Shoot Up Hill et Cricklewood Broadway. Cependant, la rue est connue sous le nom de Edgware Road car elle dessert la ville et le quartier londonien d'Edgware.
Edgware Road est le foyer de la communauté arabe plutôt aisée de Londres, notamment libanaise et égyptienne.
Le quartier est desservi par les lignes  Bakerloo  Circle  District  Hammersmith & City à la station Edgware Road.

## Origine du nom
La rue porte ce nom car elle conduit au quartier d'Edgware.

## Historique
Elle suit en partie le tracé de l'ancienne voie romaine Watling Street.